# Klana
Klana (olaszul: Clana) falu és község Horvátországban, a Tengermellék-Hegyvidék megyében. Közigazgatásilag Breza, Lisac, Studena és Škalnica települések tartoznak hozzá.

## Fekvése
Fiumétól 14 km-re északnyugatra a Tengermellék, a Hegyvidék és Szlovénia területe között fekszik.

## Története
Az emberi élet első nyomai ezen a területen az i. e. 6. századból származnak. A 627 méter magas Malo Židovje és a 661 méteres Velo Židovje magaslatain erődített települések maradványait találták. A római kortól a 3. és 7. század között itt húzódott a limes (Claustra Alpium Iuliarum) határvédelmi rendszer, mely a Júliai Alpok és az Adria partja között védte az itáliai területeket a Pannon síkságon települt barbár népektől. Ennek egyes részei Klana területén is fennmaradtak. A kora középkorban Klana már lakott hely volt, a település a római eredetű középkori őrtorony körül alakult ki. Első írásos említése 1273-ban történt, amikor a pulai püspökséghez tartozott. Őrtornyában a 14. és 15. században csak őrség állomásozott. Urai ebben az időben a Duini grófok voltak, akik a Tersatto melletti Duino váráról vették nevüket. A család 1399-ben halt ki és az új birtokosok a Walsee grófok lettek. 1439-ben már a torony közelében állt Szentháromság tiszteletére szentelt templomát és vásárát is megemlítik. Ez a kápolna valószínűleg azonos a plébániatemplom homlokzata előtt feltárt falakkal. Az őrtorony a bővítése után fokozatosan uradalmi központtá alakult ki. Az utolsó Walsee gróf Wolfgang 1466-ban halt meg és birtokait a Habsburgokra hagyta. 1468-ban III. Frigyes német-római császár Klana uradalmát és vámját a Barbo családnak adta birtokul.
A későbbi oklevelekben a 16. és 18. század között "Clanaz, Clanas, Klon, Clana, Klana, Cloan, Klanna" alakban tűnik fel. Hogy ebben az időszakban Klana uradalmi központ volt, mint azt 1523-ból és 1754-ből fennmaradt két urbáriuma is bizonyítja. A török korban stratégiai jelentősége megnőtt, a 16. században török támadások sorát kellett elszenvednie. 1559. február 2-án Malkocs klisszai szandzsákbég támadása során lakossága nagyrészt elmenekült, ezután jelentőségét elveszítette. 1607-ben a régi erősséget kijavították. 1612-ben 500 fős, nagyrészt uszkókokból álló őrség állomásozott itt Stemberg kastavi kapitány alárendeltségében. A régi romos várkastély helyett a Barbók új kétszintes kastélyt építettek, mely valószínűleg a 18. század elején egy tűzvészben leégett. A 17. század első harmadában Elizabetta Barbo házassága révén a Pazzoli család birtoka lett. Ebben az időben építették a régi hengeres torony felhasználásával az új trapéz alaprajzú kastélyt. Maria Panizzoli házasságával a birtok a Orazio Scampicchié lett, majd halála után Wolfgang Oberburg szerezte meg. A 18. század első felében Lazzarini báró lett a birtokosa, majd Josip Negovetić báró vásárolta meg. Kegyúrként az ő neve olvasható a plébániatemplom bejárata feletti kőtáblán. A 18. század második felére a régi templom olyan rossz állapotba került, hogy le kellett bontani, oltárát 1776-ban az új plébániatemplomba vitték át.
1870-ben a települést súlyos földrengés sújtotta, melynek epicentruma éppen ezen a területen volt. A földrengésben az összes ház, a templom és a kastély is megrongálódott. A kastély további romlását több mint száz évig senki sem akadályozta, csak az 1990-es években kezdték el konzerválni a romokat, melyek ma alig embermagasságban állnak. A templomnak a boltozata és a főoltára sérült meg. A földrengés után felmerült, hogy a települést biztonságosabb helyen kellene újra felépíteni, de az csak terv maradt. 1836-ban és 1855-ben Klanát egy másik súlyos csapás a kolera is sújtotta.
A település első iskoláját a 19. század közepén 1845-ben nyitották meg és 1888-ig működött. A feljegyzések szerint a tanítás német, majd horvát nyelven folyt. 1911-ben a településen gőzfűrész üzem kezdet meg működését és a gazdasági minisztérium faipari iskola alapítása mellett döntött. 1968-tól az iskola új épületben működik, ahol 1980-tól gimnáziumi osztályokat hoztak létre.
A településnek 1857-ben 888, 1910-ben 1057 lakosa volt. 2011-ben a falunak 1199, a községnek összesen 1978 lakosa volt.

## Lakosság
| Lakosság változása | Lakosság változása | Lakosság változása | Lakosság változása | Lakosság változása | Lakosság változása | Lakosság változása | Lakosság változása | Lakosság változása | Lakosság változása | Lakosság változása | Lakosság változása | Lakosság változása | Lakosság változása | Lakosság változása | Lakosság változása |
| ------------------ | ------------------ | ------------------ | ------------------ | ------------------ | ------------------ | ------------------ | ------------------ | ------------------ | ------------------ | ------------------ | ------------------ | ------------------ | ------------------ | ------------------ | ------------------ |
| 1857               | 1869               | 1880               | 1890               | 1900               | 1910               | 1921               | 1931               | 1948               | 1953               | 1961               | 1971               | 1981               | 1991               | 2001               | 2011               |
| 888                | 764                | 868                | 970                | 922                | 1057               | 1235               | 1489               | 1420               | 1486               | 1496               | 1395               | 1242               | 1180               | 1176               | 1199               |

## Nevezetességei
- Szent Jeromos tiszteletére szentelt plébániatemploma[6] mai formájában 1838 és 1849 között épült a régebbi templom helyén. Felszentelése 1836-ban éppen a kolerajárvány idején volt. Története során többször javították, így a 20. század elején, majd később 1994-ben is, amikor a toronysisakot cserélték, így teljesen más külsőt kapott. Belsejét az 1960-as, majd az 1970-es években, utoljára 2001-ben újították. 1944-ben egy bombatámadásban a plébánia dokumentumai megsemmisültek, ezért történetéről kevés írott anyag maradt fenn. A mai templom legrégibb emléke egy 1439-ből származó glagolita írású kőtábla, mely a sekrestye bejárata felett áll. Értékes a Hétfájdalmú Szűzanya félkörös apszisban álló márvány oltára a 18. század végéről két oldalán Szent Flórián és Szent Rókus márvány szobraival. 18. századi az oltártól balra a falba épített domborművekkel díszített keresztelőmedence is. Orgonáját 1907-ben építették. Klana központjában egykor egy a Sarlós Boldogasszony és Páduai Szent Antal tiszteletére szentelt templom is állt, melynek építtetője Elisabetta Panizzoli volt a 17. században. Ebből a templomból mára csak egy fából faragott barokk Szent Antal szobor maradt.[7]
- A Szent Rókus kápolna[8] eredetileg a 14. században épült. Első említése a 17. században történt. Ezt a régi kápolnát még 1630 előtt átépítették. A mai kápolnát 1861-ben építették a régi helyén. Középpontjában Szent Rókus márvánnyal szegélyezett oltárképe áll.[9]
- A temetőben álló Szent Mihály kápolna[10] eredetileg a 9. század végén, vagy a 10. század elején épült és a plébániatemplomtól eltérően mindig a mai helyén állt. A 19. század elején és 1953-ban teljesen megújították. 2004-ben a rekonstrukcióval egyidejűleg régészeti feltárást is végeztek, mely során megtalálták a Barbo és Panizzoli család sírboltját, akik a 16. és 17. században voltak a birtokosai. A Szent Mihály kápolna egykor a plébániatemplom szerepét is betöltötte. Ma csak Mindenszentek és halottak napján miséznek benne.[11]
- A település központja felett nyugatra állnak Klana egykori kastélyának romjai.